# Julia Sampson
Julia Ann (Julie) Sampson (Los Angeles, 2 februari 1934 – Newport Beach, 27 december 2011) was een tennisspeelster uit de Verenigde Staten van Amerika. Zij was actief in het begin van de jaren vijftig van de twintigste eeuw. Als junior won zij in 1952 het nationale meisjeskampioenschap van de Verenigde Staten. Bij de volwassenen veroverde zij in 1953 twee grandslam-titels. Na haar huwelijk (na haar tennisloopbaan) was zij bekend onder de naam Julie Sampson-Hayward.

## Loopbaan
Enkelspel – Voor het enkelspeltoernooi van het Australisch tenniskampioenschap van 1953 was Sampson als tweede geplaatst. Zij bereikte de finale, waarin zij haar meerdere moest erkennen in haar als eerste geplaatste landgenote Maureen Connolly, die dat jaar onverslaanbaar was in de grandslamfinales.
Gemengd dubbelspel – Sampson won met Australiër Rex Hartwig de gemengd-dubbelspeltitel op het Australisch tenniskampioenschap 1953 – in de finale versloegen zij Connolly en de Amerikaan Ham Richardson. Sampson and Hartwig bereikten ook op het US nationale kampioenschap van 1953 de finale – zij verloren van de Amerikanen Doris Hart en Vic Seixas.
Vrouwendubbelspel – Sampson en Connolly speelden in 1953 drie vrouwendubbelspelfinales op de grandslamtoernooien (plus talloze 'gewone' toernooifinales). Op het Australisch tenniskampioenschap wonnen zij de titel, door in de finale te zegevieren over het Australische duo Mary Hawton en Beryl Penrose. Zowel op Roland Garros als op Wimbledon verloren Sampson en Connolly in de finale van het Amerikaanse koppel Shirley Fry en Doris Hart. De score in de Wimbledon-finale was 6–0 en 6–0, wat de enige double bagel was in de historie van vrouwendubbelspelfinales op Wimbledon.
Sampson stond op de tiende plaats in de eindejaarsranglijsten zoals gepubliceerd door de United States Lawn Tennis Association voor 1952 en 1953.

## Persoonlijk
Op 4 oktober 1958 trouwde Sampson met Daniel Abbott Hayward. Zij vestigden zich in Pasadena, waar zij drie kinderen kregen. Het huwelijk eindigde in een scheiding in mei 1975. Sampson verhuisde naar Newport Beach, pakte het racket weer op, won seniorentoernooien en ging tennislessen geven op de Newport Beach Tennis Club.
In 2011 overleed Julia Sampson-Hayward in Newport Beach (Californië) op 77-jarige leeftijd.

## Palmares

### Finaleplaatsen enkelspel
| nr.              | finale     | toernooi                  | ondergrond | tegenstandster   | score    |
| ---------------- | ---------- | ------------------------- | ---------- | ---------------- | -------- |
| gewonnen finales |            |                           |            |                  |          |
| geen             |            |                           |            |                  |          |
| verloren finales |            |                           |            |                  |          |
| 1.               | 1952-11-22 | WTA Sydney                | gras       | Maureen Connolly | 2-6, 3-6 |
| 2.               | 1952-12-09 | WTA Melbourne             | gras       | Maureen Connolly | 2-6, 2-6 |
| 3.               | 1953-01-17 | Australisch kampioenschap | gras       | Maureen Connolly | 3-6, 2-6 |
| 4.               | 1953-01-26 | WTA Adelaide              | gras       | Maureen Connolly | 2-6, 3-6 |
| 5.               | 1953-06-13 | WTA Beckenham             | gras       | Maureen Connolly | 2-6, 3-6 |
| 6.               | 1953-07-12 | WTA Båstad                | gravel     | Maureen Connolly | 1-6, 3-6 |

### Finaleplaatsen vrouwendubbelspel
| nr.              | finale     | toernooi                  | ondergrond | partner          | tegenstandsters             | score         |
| ---------------- | ---------- | ------------------------- | ---------- | ---------------- | --------------------------- | ------------- |
| gewonnen finales |            |                           |            |                  |                             |               |
| 1.               | 1952-06-09 | WTA Seattle               | hardcourt  | Mary Prentiss    | Anita Kanter Patsy Heard    | 7-5, 6-2      |
| 2.               | 1952-11-22 | WTA Sydney                | gras       | Maureen Connolly | Mary Hawton Beryl Penrose   | 4-6, 6-2, 6-1 |
| 2.               | 1952-12-09 | WTA Melbourne             | gras       | Maureen Connolly | Mary Hawton Beryl Penrose   | 6-2, 6-4      |
| 4.               | 1953-01-17 | Australisch kampioenschap | gras       | Maureen Connolly | Mary Hawton Beryl Penrose   | 6-4, 6-2      |
| 5.               | 1953-01-26 | WTA Adelaide              | gras       | Maureen Connolly | Helen Angwin Gwen Thiele    | 6-4, 6-1      |
| 6.               | 1953-05-10 | WTA Rome                  | gravel     | Maureen Connolly | Shirley Fry Doris Hart      | 6-8, 6-4, 6-4 |
| 7.               | 1953-06-13 | WTA Beckenham             | gras       | Maureen Connolly | Helen Fletcher Jean Rinkel  | 2-6, 7-5, 9-7 |
| 8.               | 1953-06-20 | WTA Londen                | gras       | Maureen Connolly | Helen Fletcher Jean Rinkel  | 6-4, 10-8     |
| 9.               | 1953-07-12 | WTA Båstad                | gravel     | Maureen Connolly | Mary Lagerborg Bibbi Sandén | 6-1, 6-1      |
| verloren finales |            |                           |            |                  |                             |               |
| 1.               | 1953-06-01 | Roland Garros             | gravel     | Maureen Connolly | Shirley Fry Doris Hart      | 4-6, 3-6      |
| 2.               | 1953-07-04 | Wimbledon                 | gras       | Maureen Connolly | Shirley Fry Doris Hart      | 0-6, 0-6      |

### Finaleplaatsen gemengd dubbelspel
| nr.              | finale     | toernooi                   | ondergrond | partner     | tegenstanders                   | score         |
| ---------------- | ---------- | -------------------------- | ---------- | ----------- | ------------------------------- | ------------- |
| gewonnen finales |            |                            |            |             |                                 |               |
| 1.               | 1952-11-22 | WTA Sydney                 | gras       | Rex Hartwig | Maureen Connolly Lew Hoad       | 0-6, 6-3, 9-7 |
| 2.               | 1952-12-09 | WTA Melbourne              | gras       | Rex Hartwig | Mary Hawton Don Candy           | 8-6, 7-5      |
| 3.               | 1953-01-17 | Australisch kampioenschap  | gras       | Rex Hartwig | Maureen Connolly Ham Richardson | 6-4, 6-3      |
| verloren finales |            |                            |            |             |                                 |               |
| 1.               | 1953-09-07 | US nationaal kampioenschap | gras       | Rex Hartwig | Doris Hart Vic Seixas           | 2-6, 6-4, 4-6 |

## Resultaten grandslamtoernooien
| Legenda | Legenda                          |
| ------- | -------------------------------- |
| g.t.    | geen toernooi gehouden           |
| l.c.    | lagere categorie                 |
| –       | niet deelgenomen                 |
| G       | uitgeschakeld in de groepsfase   |
| 1R      | uitgeschakeld in de eerste ronde |
| 2R      | uitgeschakeld in de tweede ronde |
| 3R      | uitgeschakeld in de derde ronde  |
| 4R      | uitgeschakeld in de vierde ronde |
| KF      | uitgeschakeld in de kwartfinale  |
| HF      | uitgeschakeld in de halve finale |
| F       | de finale verloren               |
| W       | het toernooi gewonnen            |
| w-v     | winst/verlies-balans             |

### Enkelspel
| Toernooi        | 1951 | 1952 | 1953 |
| --------------- | ---- | ---- | ---- |
| Australian Open | –    | –    | F    |
| Roland Garros   | –    | –    | 3R   |
| Wimbledon       | –    | –    | KF   |
| US Open         | 1R   | 3R   | 1R   |

### Vrouwendubbelspel
| Toernooi        | 1953 |
| --------------- | ---- |
| Australian Open | W    |
| Roland Garros   | F    |
| Wimbledon       | F    |
| US Open         | –    |

### Gemengd dubbelspel
| Toernooi        | 1953 |
| --------------- | ---- |
| Australian Open | W    |
| Roland Garros   | HF   |
| Wimbledon       | –    |
| US Open         | F    |